# Goodenia glandulosa
Goodenia glandulosa är en tvåhjärtbladig växtart som beskrevs av Kurt Krause. Goodenia glandulosa ingår i släktet Goodenia och familjen Goodeniaceae. Inga underarter finns listade i Catalogue of Life.